# Envira
Envira est une municipalité brésilienne de l'État d'Amazonas (Brésil), située sur la rive droite du rio Tarauacá, affluent du rio Juruá. Sa population est de 11 793 habitants (2011).
La ville a été fondée le 19 décembre 1955 par des immigrants venus du Nordeste, attirés par l'exploitation de l'hévéa. Son économie est principalement basée sur l'agriculture et l'élevage.
La municipalité possède quatre écoles publiques.

## Population
| 1947 | 1950 | 1954 | 1955 | 1958 | 1960 | 1965 | 1970 | 1975 | 1980 | 1991 | 1996 | 2000 | 2006  | 2010  | 2011  |  |
| ---- | ---- | ---- | ---- | ---- | ---- | ---- | ---- | ---- | ---- | ---- | ---- | ---- | ----- | ----- | ----- |  |
| 8    | 20   | 51   | 61   | 94   | 171  | 276  | 412  | 667  | 912  | 3451 | 7618 | 8712 | 10110 | 11467 | 11793 |  |

## Maires
| Période | Période | Identité              | Étiquette | Qualité |
| ------- | ------- | --------------------- | --------- | ------- |
| 2009    | 2012    | Rômulo Barbosa Mattos | PPS       |         |